# 금빛 모자이크: 프리티 데이즈
《금빛 모자이크: 프리티 데이즈》(일본어: きんいろモザイク)은 2016년 공개된 일본의 애니메이션 영화이다.

## 성우진
- 니시 아스카 - 시노부 역
- 타네다 리사 - 아야 역
- 우치야마 유미 - 요우코 역
- 타나카 마나미 - 앨리스 역
- 토야마 나오 - 카렌 역